# Lucius Volusius Maecianus
Lucius Volusius Maecianus, född omkring 110, död omkring 175, var en romersk jurist. 
Volusius tillhörde en gammal släkt i Rom, som först under kejsartiden kom till någon betydelse. Han var lärare för den blivande kejsaren Marcus Aurelius, medlem av statsrådet och prefekt (Praefectus Aegypti) över Egypten samt en berömd juridisk författare.